# 奇斯佳科韦市镇
奇斯佳科韦市级市镇（烏克蘭語：Чистяківська міська громада）是乌克兰顿涅茨克州霍尔利夫卡区的市镇，行政中心为奇斯佳科韦。

## 居民点
该市镇包括一个城市（奇斯佳科韦）、3个镇（佩拉希伊夫卡、羅茲西普內）和两个村庄（赫拉博韦）。